# Ernest Barberolle
Ernest Barberolle est un rameur français né le 16 octobre 1861 à Paris 5e et mort le 5 septembre 1948 à Joinville-le-Pont.

## Biographie
Licencié à la Société nautique de la Marne, Ernest Barberolle dispute avec Gabriel Poix et Maurice Bouton (qui est son beau-fils) l'épreuve de deux avec barreur aux Jeux olympiques d'été de 1920 à Anvers, et remporte la médaille d'argent. Il remporte aussi la médaille d'argent en quatre avec barreur aux Jeux olympiques d'été de 1924 à Paris
À notifier également à son actif la victoire du Huit avec barreur de la Marne, face au Rowing, le 19 avril 1924 (Bouton Chef de nage).
Après avoir été bijoutier, il put vivre de ses rentes ultérieurement.

## Liens externes

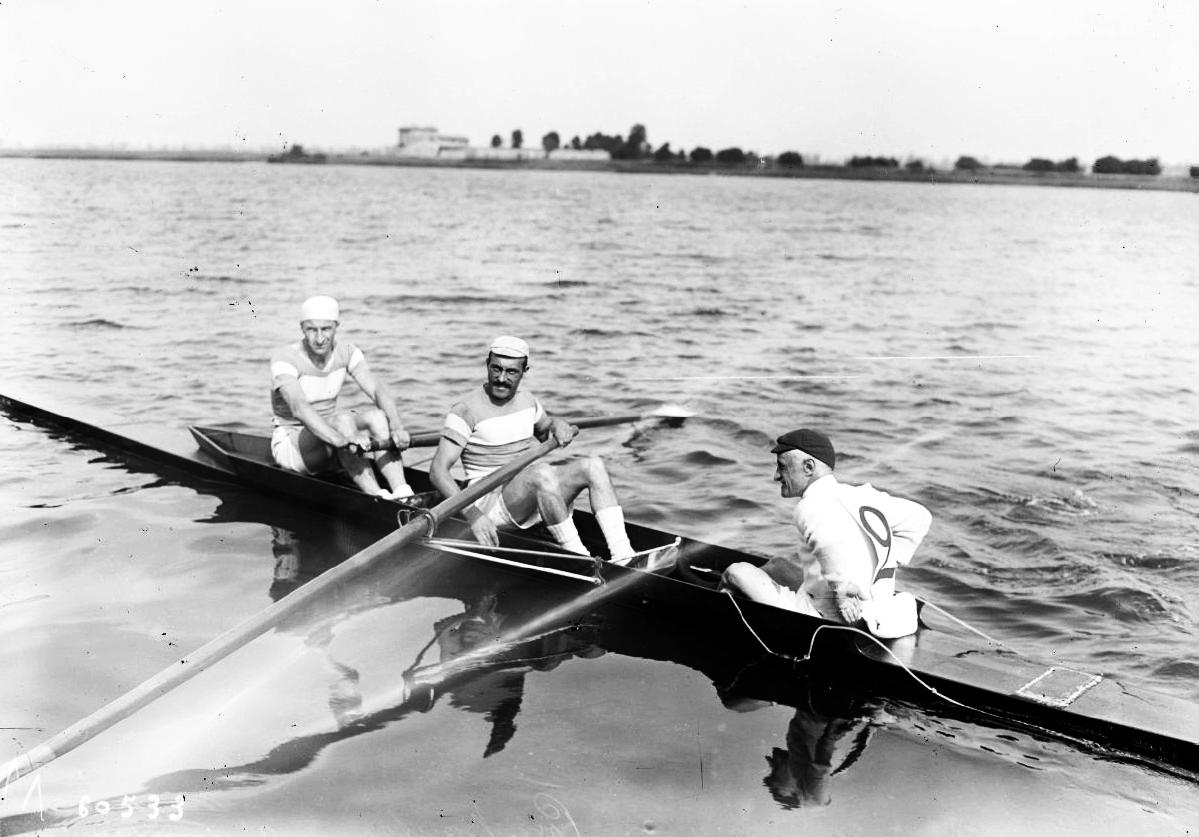
Gabriel Poix (G.) et Maurice Bouton (D.), champions d'Europe du 2 de pointe avec barreur (E. Barberolle), le 15 août 1920 à Mâcon (pour la Société nautique de la Marne).